# Distrito de Chepo
El distrito de Chepo  es uno de los distritos que conforman la Provincia de Panamá, situado en la República de Panamá. El distrito cuenta con una población de 46 139 habitantes según el censo de 2010.

## Toponimia
El nombre de Chepo proviene de una lengua indígena Chepiu, que significa "Indio blanco" (albino), característica del patriarca, pero la lengua española no le permitió a los colonizadores pronunciar correctamente "Chepiu" y de allí pasó a "Chepore" y por último a Chepo, como hoy se le conoce.

## Historia
La importancia del Distrito de Chepo se remonta a la época del descubrimiento, conquista y colonización del nuevo mundo. Fue descubierto en vísperas de La Natividad en 1514 por Antonio Tello de Guzmán quien le dio el nombre de Chepo en honor al cacique jefe del poblado. 
El obispo de Panamá, Fray Pedro Rubio y Auñon en su relación geográfica 1736, describe a Chepo como una comunidad muy poblada, con algunas familias blancas pero con una población mayoritariamente de gente de color, que alcanzaba las 2,000 almas. Será a partir de 1903 cuando cierto cambios se efectúan y Chepo comienza a ser más accesible al crecimiento modernismo de la ciudad de Panamá.
Chepo no siempre estuvo donde hoy se encuentra, originalmente estuvo ubicada a orillas del Río Mamoní, pero se trasladó en varias ocasiones de un lugar a otro, ante los severos ataque sufridos a manos de piratas, quienes llegaban tras los destellos de grandes riquezas, que procedentes de Europa y la capital de (Panamá) eran guardadas en el pueblo por su cercanía a los ríos navegables Mamoní y Bayano, salida natural al "Archipiélago de las Perlas y al Mar del Sur.
Curiosamente La Iglesia Católica que alberga la imagen del gigante San Cristóbal, está de espaldas a su entrada y que su cementerio está justamente en la entrada del pueblo. 
Según datos de la Contraloría General de la República, Se fundó en 1855 y sus primeros pobladores fueron indígenas. Sin embargo, la población original fue reducida por los españoles y las enfermedades, lo que produjo que más tarde se integraran pobladores de otras provincias.
Aunque sus límites distritoriales fueron establecidos el 6 de agosto de 1863, la historia del país registra un hecho que ocurrió en 1941, cuando Arnulfo Arias Madrid era el presidente de la República. El Dr. Arias dictó la Ley N° 82 del 1 de julio de 1941 que trataba sobre el régimen provincial y distritorial. 
En uno de los artículos de esta ley decía: "para que una porción de tierra pueda ser considerada como un distrito se necesita por lo menos que el territorio tenga 10 mil habitantes". 
No obstante, en ese tiempo, Chepo contaba con solo 4 mil 203 habitantes, por lo cual fue convertido en corregimiento. Pero, esa condición no tardó mucho tiempo, porque tan pronto Arias salió de la presidencia, volvió a ser un distrito. 
Llegada de San Cristóbal

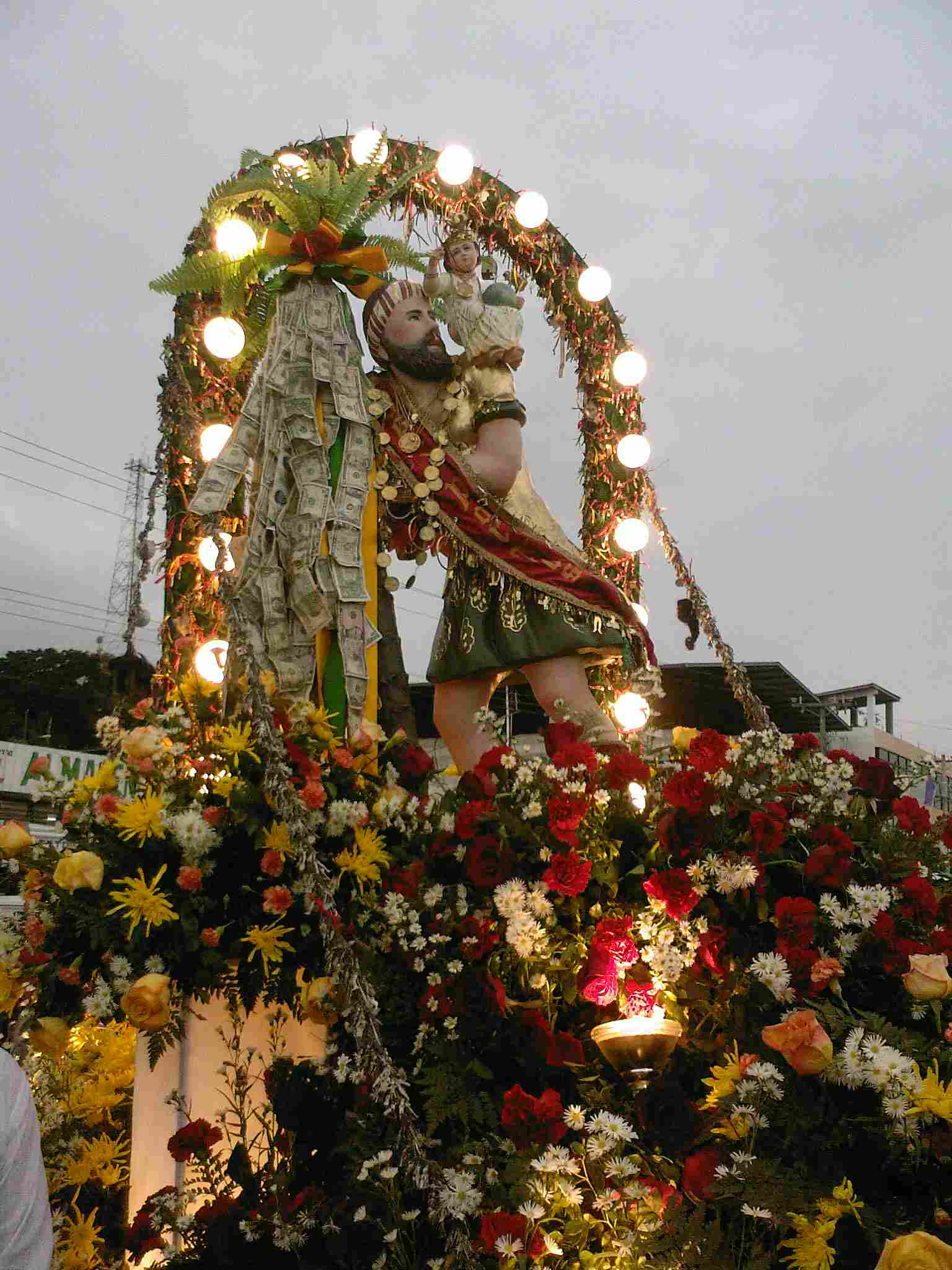
San Cristóbal en procesión por las calles de Chepo.

Hace unos 200 años, José Alejandro Peralta, breve reseña, llegó a Panamá 1886 Falleció el obispo Peralta el 8 de julio de 1899 a los 53 años, gran amigo de Chepo, bajo su jerarquía le fue cedida la finca  La Providencia por el municipio de Chepo y se instituyo un seminario en el 1896.
Frente a los numerosos abusos que se habían introducido en muchas parroquias de su diócesis, a través del decreto No. 60 del 21 de junio de 1893 los cortó de raíz. Para procurar la santificación de su clero, re-estableció las conferencias teológico.
Las iglesias de la inmensa mayoría de las poblaciones del interior, o no existían o se hallaban en un estado deplorable, en 1889 se remodela la iglesia de Chepo, y se lleva las imagenenes a ambos pueblos.
```
 De la ciudad de Panamá, embarcó -hacia la región de para subir a Chepo debería ser por el rio Bayano y luego ir a Chiman- dos cajas de madera selladas, con dos imágenes: una para Chepo y otra para Chimán, que eran San Cristóbal y el Santo Cristo, respectivamente.
```

Hay que tomar en cuenta que San Cristobal era desde su refundacion en 1569 el patrono de Chepo, con las Ordenanzas del Virrey Francisco de Toledo.
Lo que se puede deducir que quizás la equibocacion fue en las cajas ya que siempre San Cristobal fue el patrono de Chepo y no el San Cristo y por eso surge esa leyenda urbana la que le mostramos abajo. 
Al abrirlas, en ambos poblados, se percataron de que estaban equivocadas, ya que para Chepo era el Santo Cristo y para Chimán San Cristóbal. Los campesinos no se explicaban cómo había sucedido el cambio, pues habían cumplido con todas las instrucciones para su traslado. 
Las autoridades religiosas de estos poblados procedieron a embalar nuevamente las imágenes para enviarlas vía marítima a Chepo y a Chimán, lo que no convenció a los católicos lugareños. 
Cuentan que, para el año 1, 700, San Cristóbal era el santo patrono de Chepo por ser una de las primeras imágenes que llegaba al pueblo, cuya imagen se ganó rápidamente la simpatía por los milagros que hacía entre los campesinos del lugar y poblaciones cercanas. 
Nuestros abuelos también atribuyen al santo su protección durante la guerra entre liberales y conservadores, ya que en Chepo no podían entrar a pelear o a asustar a sus pobladores, porque los soldados lo veían amurallado; además, veían a un hombre gigante pasearse por el pueblo con una mujer haciendo las veces de vigilante. 
Se cuenta que el hombre gigante era San Cristóbal y la mujer la Virgen de las Mercedes, algo que aseguraban nuestros antecesores, ya que la virgen en su vestido tenía hojas del monte y era una imagen pequeña a la que le cambiaban el vestido.
Las fiestas inician con los nueve días de novena, los cuales son repartidos por calles, barriadas y como invitados especiales todas las instituciones públicas y privadas con las que cuenta el corregimiento de Chepo. Todos ellos presentan ofrendas que son utilizadas para brindarles alimentación a los caminantes y/o personas que pagan mandas que vienen de otras comunidades y de todo el país hacia el distrito de Chepo.
Las novenas inician el 16 al 24 de julio. El día 16 de julio a las 12 m.d se coloca el arco de San Cristóbal en el altar de la iglesia del mismo nombre, el cual contiene los milagros de oro y plata que son entregados por los devotos, por algún favor recibido. 
En la última noche de novena, es decir el 24 de julio, la familia del Sr. Rubén Maldonado, confecciona un muñeco que representa a Judas, el discípulo de Jesús que lo traicionó el cual es paseado a las 4:00 p.m de este día, con una cabalgata, al ritmo de murga, tamboritos, fuegos artificiales por las principales calles del corregimiento y luego es llevado a la plaza San Cristóbal, después de esto comienza la novena y la misa. Al finalizar está, se lee el testamento de Judas en el atrio de la iglesia, el cual contiene todos los hechos pintorescos ocurridos a personajes populares del distrito durante todo el año, los cuales son redactados por el Sr. Ricaurte Rodríguez y sus informantes. Después de leído el testamento, el muñeco de Judas es quemado, el cual contiene en su interior fuegos artificiales, los cuales le dan la señal a las vacas locas (tradición traída de los Españoles hacia el distrito de Chepo, las cuales son una modificación del Torito Guapo de Antón), para que salgan por todas partes, estas vacas tienen cuernos y cola encendida y las cuales se acercan hacia los tumultos de personas que se encuentran en la iglesia y parque San Cristóbal.
La iglesia San Cristóbal permanece el 24 y 25 de julio abierta todo el día para recibir a todos los devotos y caminantes que vienen a pagar sus mandas prometidas al santo. 
A la 5: 00 a.m se realiza una serenata por personas comisionadas a esta actividad, en la cual se reparte, chocolate, café, dulce, empanadas, bollo, tamales y pan. Al amanecer del 25 de julio se realiza la misa solemne a nuestro santo patrono San Cristóbal, protector de Chepo y de los conductores, naveantes y aviadores. Al culminar esta ceremonia los bomberos de Chepo, tienen el honor de bajar al santo de su altar y llevarlo al anda, luego se le canta cumpleaños al santo y se reparte dulce a todos los presentes. Las mismas personas del pueblo son las encargadas de arreglarlo para salir en procesión a las 4:00 p.m por las principales calles del corregimiento, al salir hay un despliegue de fuegos artificiales y de globos con sus colores, rojo, verde y amarillo, personas devotas entregan a los que acompañan la procesión velas y así agradecen algún milagro concebido. Además la banda de la Policía Nacional de Panamá acompaña al santo en toda su peregrinación. Al terminar la procesión a la entrada de la iglesia los Bomberos de Chepo dan una serenata y hay un despliegue de juegos pirotécnicos del agrado de todo el pueblo y visitantes. 
Al día siguiente, ya 26 de julio comienzan los juegos de toros en la plaza San Cristóbal por un mes y así se finaliza las fiestas patronales del distrito de Chepo.

## Tradiciones de Chepo
La religión predominante es el catolicismo. Hace más de 100 años en la parroquia San Cristóbal de Chepo un antiguo sacerdote, estaba haciendo un cambio de imágenes de santos, consideró que el de Jesús Triunfante estaba muy deteriorado y lo saco del templo y una señora de nombre Melchora solicitó la imagen para llevarla a su casa, pero para esa misma época los santos que se habían mandado a pedir, no pudieron llegar a tiempo para la fiesta de la semana mayor y el sacerdote le solicitó prestada la imagen a dicha señora y de esta manera se dio inicio ha esta tradición de la vigilia o velorio del muy conocido en nuestra comunidad como "Tatitayu" que su significado es Jesús Padre, la cual fue organizado por años por la señora Melchora, la cual en sus inicios repartían chocolate, cocada, quequi, chicha de maíz (llamado Santa Fereña por algunos) y pan.
Después de la muerte de esta señora, su hija conocida en la comunidad como Vangela continúo con la tradición de su mamá, en donde el día sábado de ramos previo al domingo de ramos adornaban una choza con flores, donde se colocaba la imagen del santo, durante toda la noche se rezaba el santo rosario, le cantaban himnos alusivos a la fecha como por ejemplo: cantada Cristo rey, himno de fe y amor, postrados a tus pies, rendirle adoración. al igual se continuó repartiendo los bocadillos de la época de su madre.
En la madrugada del domingo de ramos se adornaba el caballo (el cual no había sido montado una semana antes y una después de la procesión) prestado por la familia De León Criollo, para ser llevado a la procesión o peregrinación haciendo alusión a la entrada de Jesús de Nazaret a Jerusalén, como un rey triunfante, igualmente se vestían jóvenes simulando ser mujeres hebreas, las cuales durante el recorrido de la procesión arrojaban sabanas y flores a su paso por las calles hacían pequeñas estaciones, donde el sacerdote hacía referencia a los pasos recorridos por Jesús, en la antepenúltima parada antes de llegar a la iglesia, en la calle San Cristóbal se hacía unos ranchos llamados "El puerto de tierra", donde se hacía la última lectura de la vida de Jesús, llegado a la iglesia se realizaba la misa solemne. Terminado el paso por la vida de Vangela, la tradición fue tomada por sus hermanos José Bernardo Gómez🕇,y Marcelino Gómez y sus sobrinas Griselda 🕇, Mercedes 🕇 y Teldre Azán 🕇 (encargadas de la confección del vestuario de cada año del santo). Cada uno de ellos siguió conservando e inculcándoles a sus hijos esta costumbre y tradición al igual que a toda la comunidad y fue pasando año tras año, luego que cada uno de ellos paso a mejor vida.
La señora Griselda Azán por sentirse los achaques de la edad y siendo la última de las sobrinas de la señora Vangela, en 1992 le entrega la imagen a su hermana Carmen Beatriz Vallejos de De León (se llamaban hermanas por ser ella hija del señor Santo Vallejos), la cual cada año venia de la capital hacia Chepo una semana antes de la celebración.
Cada año hay distintos colores en el vestuario entre ellos: verde, rojo, morado, blanco, amarillo, entre otros. Nunca se repite el mismo color del vestuario confeccionado cada año. A la muerte de la señora Griselda Azán sus hijos siguieron la tradición en la cual ellos se reúnen cada año en el Distrito de Chepo, para ver la celebración que por años ha estado en su familia y así involucrar a sus hijos y nietos esta tradición para que nunca se pierda.
La señora Carmen Beatriz 🕇, al conjunto de toda su familia, amigos y vecinos han estado realizando en conjunto a los hijos de la señora Griselda Azán 🕇, han seguido haciendo esta actividad y todos contribuyen con la construcción de la choza, repartición de chocolate, pan y el sancocho a media noche.  Actualmente familiares del difunto José Bernardo Gómez Lucar y de Carmen Beatriz se encargan de que esta tradición no se pierda con el tiempo.
Igualmente se continúan realizando el rosario y cantos alusivos a la fecha, la bendición de pencas a las 8:00 a.m (antes de salir en la procesión se hace una lectura bíblica, el sacerdote da un sermón alusivo a la fecha y se realiza la bendición de ramos), se continúa decorando el caballo con papeles de colores y se sigue paseando la imagen por las principales calles de la comunidad. Esta tradición al igual que todas ha cambiado, porque anteriormente se realizaba en horas de la tarde y actualmente se realiza a las 9.00 a.m con las mismas chicas vestidas como mujeres hebreas, las cuales lanzan sabanas de distintos colores y flores al paso del caballo y a la llegada de la imagen a la entrada de la iglesia personas de la comunidad son las encargadas de llevar la imagen al altar y esta tradición es poco probable que se olvide, puesto que los jóvenes de esta comunidad, son actualmente los que más visitan el lugar que desde 1876 está realizando este velorio y procesión. En la actualidad la imagen de "TATITACHÜ" se mantiene en la Iglesia del distrito al lado de la imagen de la Virgen María.

## Gobierno y política
El distrito responde a la jurisdicción electoral del circuito 8-1 
Diputados (Legisladores hasta 2004):
- Tomás Gabriel Altamirano Duque (1984-1989)
- Roberto Garibaldo (1989-1994):
- Tomas Gabriel Altamirano Mantovani (1994-2009)
- Hernan Delgado (2009-2014)
- Alfredo Pérez (2015-2019)
- Hernan Delgado (2019-2024)
- Joan "Jony" Guevara  (2024-actualmente)

El distrito, responde a la organización político-administrativa de la provincia de Panamá, y el Alcalde es el Jefe administrativo, elegido por votación popular para un periodo de cinco años.
Alcaldes:
- Roberto Álvarez
- José Bernardo Gómez Lucar (    -    )
- Clamades Bayo (1989-1999)
- Álvaro De León (1999-2004)
- Raúl Acevedo (2004-2009)
- Olmedo Barrios (2009-2019)
- Juan Ayola  ( 2019-2024)
- Juan Jaramillo ( 2024- actualmente)

## División político-administrativa
Está conformado por ocho corregimientos:
- Chepo
- Cañita
- Chepillo
- El Llano
- Las Margaritas
- Santa Cruz de Chinina
- Tortí
- Madugandí

## Límites
Los límites del distrito de Chepo son:
- Al noroeste: con el corregimiento de San Martín
- Al Norte: con la comarca Guna Yala y el corregimiento de Caimitillo
- Al Sur: con el distrito de Chimán
- Al Este: con la provincia de Darién
- Al Oeste: con el corregimiento de Las Garzas

## Economía
La economía del distrito está basada en la agricultura, la pesca, la ganadería, la avicultura, la producción de energía eléctrica, el turismo, comercialización de madera, retail, etc 

## Demografía
La población está compuesta por chepanos, e inmigrantes de las provincias centrales (veraguenses, santeños, herreranos, coclesanos y chiricanos) o la zona atlántica (colonenses), también existe un gran porcentaje de personas procedentes de China y Estados Unidos que an llegado desde diferentes partes del país o de su país de origen para establecerse en el distrito. 
El porcentaje de personas con la mayoría de edad es de (58.7%), El analfabetismo es de (11%), personas con alguna discapaciad (1.6%), población masculina (54%), población femenina  (46%). 
En la actualidad estos porcentajes podrían cambiar pero todavía no se ha hecho un censo correspondiente. 

## Cultura
Chepo cuenta con una Danza Tradicional, el Baile Congo y Buyerengue.
La Danza del Gran Diablo cuenta con algunas diferencias a la de otros lugares, de igual forma el Baile Congo es diferente al de Colón y otros lugares.
El nutriente se baila primordialmente en el corregimiento de Chinina y en el de Chepo. 
Existen la celebración anual del carnaval chepano, el cual ya es muy popular la fiesta del Santo Patrono San Cristóbal, el 25 de julio y la misa de viernes santo, el 10 de abril. En junio de 2009 se celebró la recordación de la antigua fiesta de diablicos, originaria del lugar, promovida por la juventud chepana.
Forman parte de la Cultura de Este Distrito las representaciones folcklóricas como podemos mencionar:
Conjuntos típicos, bailes de congo y bullerengue. Donde participan los jóvenes de diferentes colegios. No podemos dejar de mencionar el grupo de música del Padre Pio.
En Chepo también se cuenta con la famosa Banda de Bomberos de Chepo muy popular en la República de Panamá por su original interpretación de las dianas.